# Тропілло Андрій Володимирович
Тропілло Андрій Володимирович (нар. 21 березня 1951, Ленінград — пом. 28 квітня 2024, Фінляндія) — звукорежисер, музикант, продюсер.
Закінчив фізико-математичний факультет ЛДУ. Відомий як звукорежисер цілого ряду магнітофонних альбомів ленінградських рок-гуртів, записаних в студії Будинку піонерів і школярів. У 1989—90 роках — директор ленінградської студії грамзапису ВПТО «Фірма Мелодія». Пізніше — керівник незалежної продюсерської фірми «АнТроп» із звукозапису та випуску грамплатівок.
Онук письменниці Антоніни Голубєвої — другої дружини відомого радянського актора Сергія Філіппова.